# Allophoron
Allophoron — рід грибів. Назва вперше опублікована 1942 року.

## Класифікація
До роду Allophoron відносять 1 вид:
- Allophoron farinosum